# Aérodrome de Grand-Santi
L'aérodrome de Grand-Santi (code IATA : GSI • code OACI : SOGS) est situé à un kilomètre de la commune de Grand-Santi, située en Guyane.

## Situation
| \| 50 km1:7 108 000 \| Cayenne Saül Saint-Laurent · du-Maroni Saint-Georges · de-l'Oyapock Maripasoula Grand-Santi Régina Camopi Saint-Élie Ouanary |
| 50 km1:7 108 000 |

## Statistiques
Pour des raisons techniques, il est temporairement impossible d'afficher le graphique qui aurait dû être présenté ici.

Voir la requête brute et les sources sur Wikidata.

## Compagnies et destinations
Air Guyane Express est la seule compagnie à opérer des vols commerciaux sur cet aérodrome. 
| Compagnies         | Destinations                                           |
| ------------------ | ------------------------------------------------------ |
| Air Guyane Express | Cayenne-F. Éboué, Maripasoula, Saint-Laurent-du-Maroni |